# Patronat

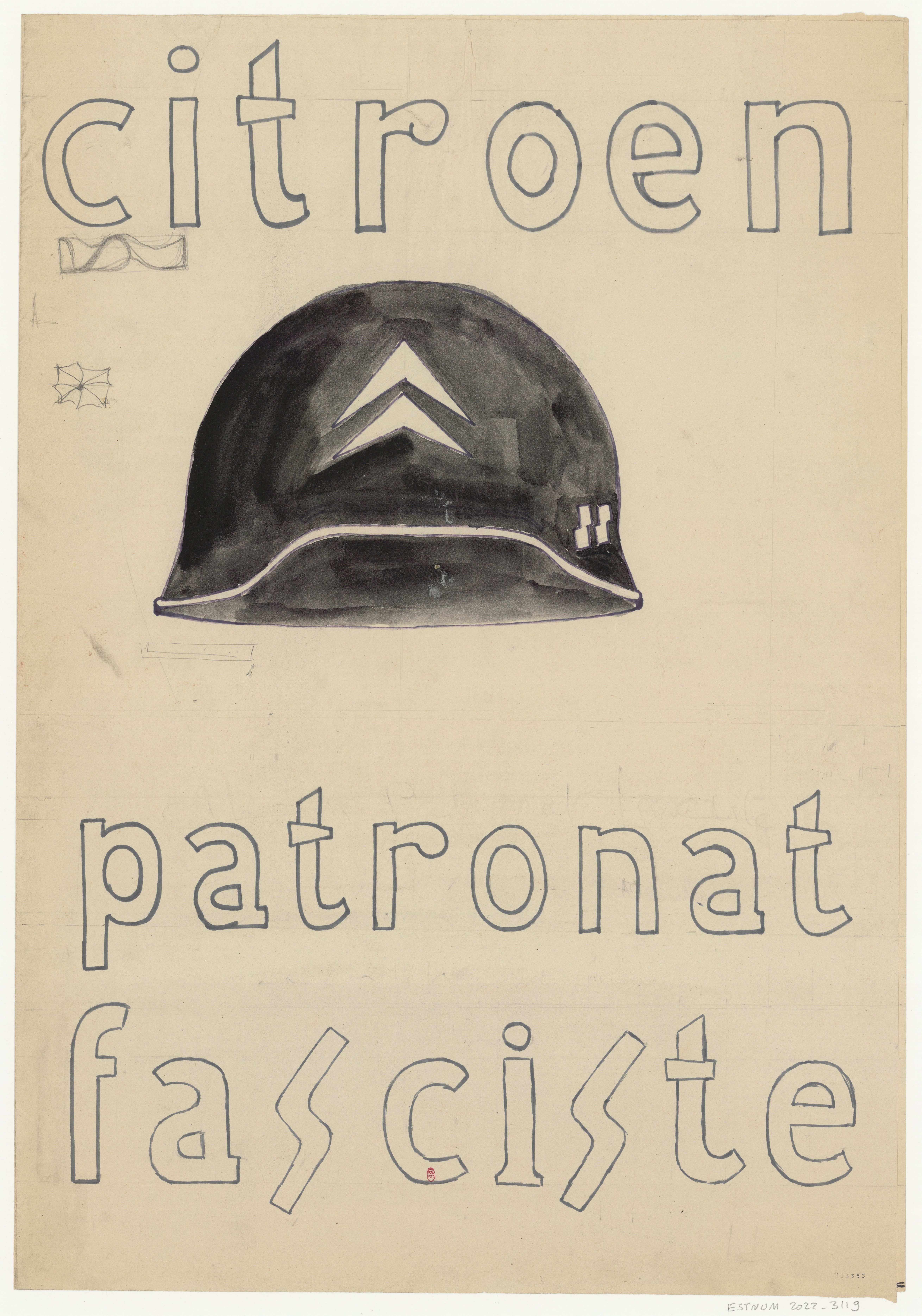
Une vision du patronat de l'entreprise Citroën en mai 1968 en France.

Le patronat (du latin patronus, « patron, protecteur, maître d'un affranchi ») est un terme englobant qui désigne l'ensemble des chefs d'entreprise. Le patronat est donc une catégorie bien distincte dans le monde du travail par rapport aux autres membres de l'entreprise occupant des fonctions subalternes. Il désigne la tête dirigeante de l'entreprise ou le sommet hiérarchique. Ce terme convient particulièrement pour différents types de structuration d'entreprise, notamment les sociétés à fonctionnement pyramidal. On peut concevoir le patronat comme l'élite de la bourgeoisie, en tant que classe sociale[réf. nécessaire].
Il peut jouer un rôle important dans la société en ce sens qu'il rassemble les patrons pour défendre leurs intérêts, individuels ou communs, par rapport à d'autres catégories d'employés au sein de l'entreprise. Il peut collaborer avec les syndicats dans un esprit de corporatisme.
Les relations entre syndicat et patronat varient selon les pays. En France, généralement, les intérêts des deux parties étant divergents, voire opposés, c'est plus souvent l'opposition entre les deux qui est de mise.
En Suisse, les syndicats et le patronat sont plus conciliants et entament régulièrement et facilement des discussions sur les conditions des travailleurs, desquelles sont conclues des « conventions collectives » obligatoires à toutes les parties, et pouvant être imposées au reste du pays par le gouvernement suisse, si certaines conditions sont remplies. Ce processus de négociation, en Suisse, s'appelle la « paix du travail ».
Le patronat peut s'associer en conseil, à l'instar du conseil du patronat du Québec.